# Devaki Nandan Khatri
Devaki Nandan Khatri (18. lipnja 1861. – 1913.) bio je indijski pisac, poznat kao jedan od prvih koji je pisao romane na hindiju. Najpoznatije djelo mu je povijesno-kriminalistički roman Chandrakanta, čija je popularnost značajno pomogla širenju hindija, s obzirom na to da su mnogi naučili taj jezik samo da bi mogli pročitati roman.